# Erik Lindström (musiker)

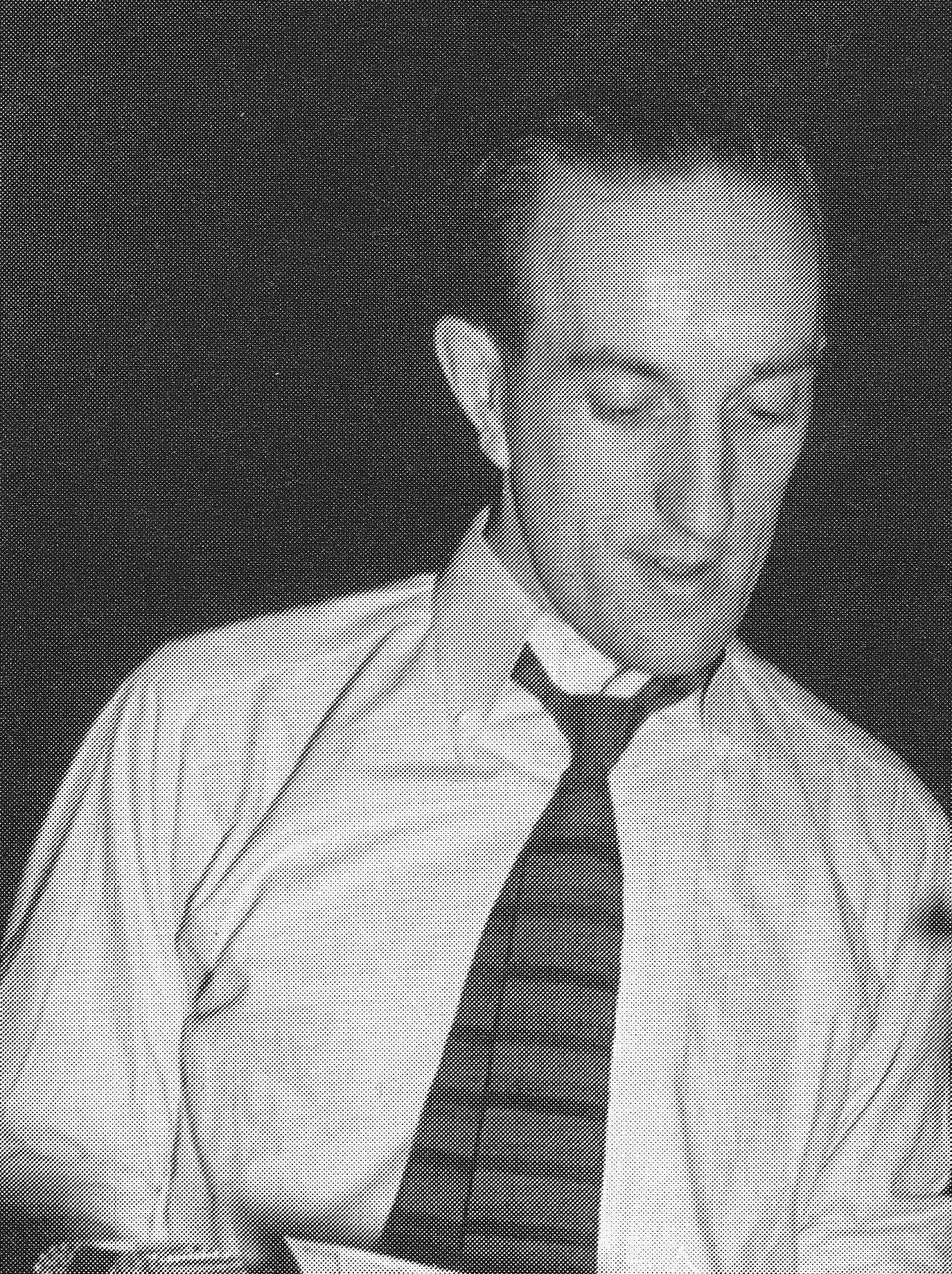
Erik Lindström (1948).

Erik Wilhelm Lindström, född 29 maj 1922 i Helsingfors, död 27 augusti 2015, var en finländsk jazzmusiker och schlagerkompositör. 
Lindström växte upp i ett musikaliskt hem där hans far, den från Sverige inflyttade Claes Lindström, var en framstående amatörmusiker och kompositör. Han gjorde sig känd som kontrabasist i början av 1940-talet. på den unga jazzarenan i Helsingfors. Efter det professionella genombrottet under fortsättningskrigets sista år medverkade han 1945–1948 i Osmo Aaltos orkester. År 1952 bildade han en egen sextett, i vilken han huvudsakligen spelade vibrafon. Tillsammans med sångerskor som Helena Siltala och Annikki Tähti kom gruppen att få stor betydelse för decenniets finländska jazz- och schlagermusik. Lindström, som även arbetade som skivproducent och musikförläggare, komponerade jazz- och underhållningsmusik samt omkring 500 schlagermelodier. Till hans mest kända kompositioner hör foxtrotmelodin Armi, en hyllning till Miss Universum Armi Kuusela, valsen Muistatko Monrepos'n och den jazzinfluerade Ranskalaiset korot. Han tilldelades Karl Gerhards hederspris 1967.